# 王宗翰
王宗翰，五代十國時期前蜀軍事人物。
王宗翰本姓孟，是高祖王建姊姊之子，後被王建當作的養子，改名王宗翰。武成三年（910年），他受封集王，不久加同平章事，永平五年（915年）擔任東北面招討副使，攻打岐國的鳳州。後來他引兵出青泥嶺攻陷城固鎮，和岐國秦州將領郭守謙於泥陽交戰，不過他在戰役敗陣，退守鹿臺山。通正元年（916年），他擔任第一招討使，準備攻伐岐國，但他不久就逝世。